# 73ª edizione dei Directors Guild of America Award
La 73ª edizione dei Directors Guild of America Award si è tenuta il 10 aprile 2021 durante una cerimonia virtuale.
Le candidature per la regia in campo televisivo, documentaristico e pubblicitario sono state annunciate l'8 marzo mentre le candidature per il cinema sono state annunciate il 9 marzo 2021.

## Cinema

### Film
- Chloé Zhao – Nomadland
- Lee Isaac Chung – Minari
- Emerald Fennell – Una donna promettente (Promising Young Woman)
- David Fincher – Mank
- Aaron Sorkin – Il processo ai Chicago 7 (The Trial of the Chicago 7)

### Documentari
- Michael Dweck e Gregory Kershaw – The Truffle Hunters
- Pippa Ehrlich e James Reed – Il mio amico in fondo al mare (My Octopus Teacher)
- David France – Welcome to Chechnya
- Amanda McBaine e Jesse Moss – Boys State
- Benjamin Ree – Kunstneren og tyven

### Opere prime
- Darius Marder – Sound of Metal
- Radha Blank – The 40-Year-Old Version
- Fernando Frías de la Parra – Non sono più qui (I'm No Longer Here)
- Regina King – Quella notte a Miami... (One Night in Miami...)
- Florian Zeller – The Father - Nulla è come sembra (The Father)

## Televisione

### Serie drammatiche
- Lesli Linka Glatter – Homeland - Caccia alla spia (Homeland) per l'episodio Prigionieri di guerra (Prisoners of War)
- Jason Bateman – Ozark per l'episodio Venti di guerra (Wartime)
- Jon Favreau – The Mandalorian per l'episodio Capitolo 9: Lo sceriffo (Chapter 9: The Marshal)
- Vince Gilligan – Better Call Saul per l'episodio Portantino (Bagman)
- Julie Anne Robinson – Bridgerton per l'episodio Diamante di prima qualità (Diamond of the First Water)

### Serie commedia
- Susanna Fogel – The Flight Attendant per l'episodio In Case of Emergency
- Zach Braff – Ted Lasso per l'episodio Biscotti (Biscuits)
- MJ Delaney – Ted Lasso per l'episodio La speranza che ti uccide (The Hope that Kills You)
- Erin O'Malley – Curb Your Enthusiasm per l'episodio The Surprise Party
- Jeff Schaffer – Curb Your Enthusiasm per l'episodio The Spite Store

### Miniserie e film TV
- Scott Frank – La regina degli scacchi (The Queen's Gambit)
- Susanne Bier – The Undoing - Le verità non dette (The Undoing)
- Thomas Kail – Hamilton
- Matt Shakman – WandaVision
- Lynn Shelton – Tanti piccoli fuochi (Little Fires Everywhere) per la puntata Trovare un modo (Find a Way)